# Сорга, Эрик
Эрик Сорга (эст. Erik Sorga; 8 июля 1999, Таллин) — эстонский футболист, нападающий Вьетнамского клуба «Хошимин» и сборной Эстонии.

## Биография

### Клубная карьера
Воспитанник таллинских футбольных клубов «Штромми» и «ТЯК-Легион».
С 16-летнего возраста выступает в системе таллинской «Флоры». В своём первом сезоне в составе «Флоры U21» в первой лиге Эстонии в 2016 году забил 17 голов в 30 матчах. В высшем дивизионе в составе главной команды «Флоры» дебютировал 23 сентября 2016 года в игре против «Тарваса», заменив на 61-й минуте Рауно Аллику. Свой первый гол в высшей лиге забил 5 мая 2017 года в ворота «Тулевика». С 2018 года закрепился в основном составе «Флоры». В 2018 году стал автором 23 голов в 7 матчах Кубка Эстонии, в том числе дважды забивал по 7 голов за матч. 7 апреля 2019 года сделал первый «хет-трик» в высшей лиге, отличившись четырьмя голами в ворота «Маарду». Дважды становился чемпионом Эстонии в 2017 и 2019 годах, а в 2018 году бронзовым призёром чемпионата Эстонии и финалистом национального Кубка. Забив 31 гол, стал лучшим бомбардиром чемпионата Эстонии 2019 года.
8 января 2020 года перешёл в американский клуб «Лаудон Юнайтед» из Чемпионшипа ЮСЛ. 29 февраля 2020 года подписал контракт с материнской командой «Лаудон Юнайтед» — клубом MLS «Ди Си Юнайтед». За вашингтонцев дебютировал 7 марта 2020 года в матче против «Интер Майами». 2 сентября 2020 года в матче против «Нью-Йорк Ред Буллз» забил свой первый гол за вашингтонцев.
12 августа 2021 года был отдан в аренду клубу Первого дивизиона Нидерландов «ВВВ-Венло» до конца года.
8 января 2022 года перешёл в клуб чемпионата Швеции «Гётеборг», подписав контракт до 2025 года. В конце 2022 года покинул «Гётеборг».
20 декабря 2022 года подписал двухлетний контракт с клубом чемпионата Болгарии «Локомотив» (Пловдив).
3 сентября 2024 года Сорга переехал во Вьетнам, подписав двухлетний контракт с «Хошимин».

### Карьера в сборной
Выступал за юношеские и молодёжные сборные Эстонии, начиная с 16-ти лет.
В национальной сборной Эстонии дебютировал 8 июня 2019 года в матче отборочного турнира чемпионата Европы против Северной Ирландии, заменив на 61-й минуте Рауно Саппинена. В момент дебюта за сборную лидировал в споре бомбардиров национального чемпионата с 14 голами в 14 матчах.
Первый гол за сборную забил 6 сентября 2019 года в игре против сборной Беларуси.

## Достижения

### Клубные
Флора
- Чемпион Эстонии: 2017, 2019

## Статистика выступлений

### Статистика в сборной
| Сборная         | Сезон | Матчи | Голы |
| --------------- | ----- | ----- | ---- |
| Сборная Эстонии |       |       |      |
| 2019            | 6     | 1     |      |
| 2020            | 2     | 0     |      |
| 2021            | 7     | 3     |      |
| 2022            | 9     | 0     |      |
| 2023            | 2     | 0     |      |
| Итого           | Итого | 26    | 4    |